# Йонас Білюнас
Йо́нас Білю́нас (лит. Jonas Biliūnas; *11 квітня 1879, Нюроніс — †8 грудня 1907, Закопане) — литовський письменник-демократ, представник реалізму.

## Біографія
Народився в селищі Нюронісі Анікщайського району. Член соціал-демократичної партії Литви. Друкуватися почав 1900 року. Один з перших ввів робітничу тематику в литовську літературу (оповідання «Безробітний»; «Перший страйк», 1903). Боротьбі проти визискувачів присвячені оповідання «По Німану», «Світоч щастя», 1905; «Сумна повість», 1907, та інші.
Перекладено російською — Первая стачка. Вильнюс, 1952.
Під впливом «Заповіту» Тараса Шевченка у 1905 році написав вірш «Як умру, то поховайте».